# Masacre de la isla Lamay
La masacre de la isla de Lamay o Liuqiu fue la masacre de los habitantes aborígenes de la isla de Lamay (en pinyin isla de Liuqiu o también como isla del León Dorado por los holandeses), situada frente a la costa de Taiwán, por soldados holandeses en 1636. Los asesinatos fueron parte de una campaña punitiva en represalia por la masacre de marineros holandeses naufragados en dos incidentes separados en 1622 y 1631 por nativos de la isla.

## Antecedentes
Dos años antes de que la Compañía Holandesa de las Indias Orientales estableciera una presencia en Taiwán en 1624, un barco holandés llamado León Dorado (en holandés: Gouden Leeuw) naufragó en los arrecifes de coral de la isla de Lamay. Los habitantes nativos mataron a toda la tripulación.: 144 
Posteriormente, en 1631, un yate llamado Beverwijck también naufragó en los traicioneros arrecifes, con supervivientes (alrededor de cincuenta) luchando contra los nativos de Lamay  durante dos días antes de ser abrumados y ejectuados.: 145 
Tras la muerte de los supervivientes del Gouden Leeuw, los holandeses a veces se referían a la isla como Gouden Leeuwseylant (isla del León Dorado). Hubo un deseo en los niveles más altos de la Compañía Holandesa de las Indias Orientales de no dejar que las muertes quedaran impunes, y el gobernador general de las Indias Orientales Holandesas, Hendrik Brouwer, ordenó al gobernador Hans Putmans que «castigara y exterminara a la gente de [...] la isla del León Dorado como ejemplo de sus acciones asesinas cometidas contra nuestro pueblo».: 144 

## Campañas de expedición punitiva
Putmans estaba decidido a atacar a Lamay lo antes posible, y llegó a solicitar que los guerreros de Mattau los ayudaran a castigar a los isleños. La primera expedición llegó en 1633, dirigida por Claes Bruijn y compuesta por 250 soldados holandeses, cuarenta piratas chinos Han y 250 aborígenes de Formosa. Tuvo poco éxito, pero lograron encontrar restos de la tripulación del Beverwijck, incluidas monedas, cobre de la cocina del barco y un sombrero holandés. También supieron que los nativos usaban una gran cueva en la isla como refugio en tiempos de crisis.
En 1636, una expedición más grande al mando de Jan Jurriansz van Lingga desembarcó en la isla, esta vez persiguiendo a los lamayanos hasta la cueva. Los holandeses y sus aliados procedieron a bloquear todas las entradas, dejando pequeños huecos donde se colocaban ollas de brea y azufre ardiendo. Algunos de los lamayanos atrapados lograron salir de los agujeros, donde fueron capturados por las fuerzas holandesa. El 4 de mayo, después de que los vapores venenosos estuvieran extendiéndose constantemente durante ocho días (durante los cuales se podían escuchar claramente los gritos de los que estaban dentro), la cueva se quedó en silencio y las entradas se desbloquearon. Cuando los soldados entraron a investigar, encontraron los cadáveres de unos 300 hombres, mujeres y niños que habían sido asfixiados por los humos.

## Secuelas
Los hombres capturados de la isla fueron puestos a trabajar como esclavos tanto en Taiwán como en Batavia. Las mujeres y los niños fueron alojados en casas de holandeses en Taiwán como sirvientes; algunas más tarde se convirtieron en esposas de hombres holandeses.
Hubo muchas otras incursiones después de esta expedición hasta que la isla finalmente quedó completamente despoblada en 1645 cuando un comerciante chino que había alquilado los derechos de la isla a la Compañía Holandesa de las Indias Orientales eliminó a los últimos trece habitantes.

## Versiones alternativas
Ha habido varios relatos erróneos del incidente, el más obvio de los cuales es la placa fuera de la cueva donde ocurrió la masacre.

It was in 1661 (the 15th year of the Yong Li Ming Dynasty) national hero Koxinga (Cheng Chen-kung, 鄭成功), knighted as Yen Ping King, drove the Dutch and restored Taiwan and the Pescadores (Penghu). During the Dutch escaping, some negroes were separated from their unit and arrived at this island. They lived in this cave. Some years later, a British boat with soldiers landed at the place northeast of the cave. As they were enjoying the scenery, those negroes robbed their food and other things, burned the boat and killed all the British. It was discovered by the British warship that they landed this island and sought the murderers while the negroes hid in the cave. In spite of many threats, they refused to surrender. Finally, the British burned the cave with oil. Then, all the negroes died there in the cave. Later it was named as the Black Spirit Cave, which means the cave in which the foreign negroes had lived before.
Fue en 1661 (en el 15.° de la dinastía de Yong Li Ming) el héroe nacional Koxinga (Cheng Chen-kung, 鄭成功), nombrado caballero como Yen Ping King, expulsó a los holandeses y restauró Taiwán y los Pescadores (Penghu). Durante la huida holandesa, algunos negros se separaron de su unidad y llegaron a esta isla. Vivían en esta cueva. Algunos años más tarde, un barco británico con soldados desembarcó en el lugar al noreste de la cueva. Mientras disfrutaban del paisaje, esos negros robaron su comida y otras cosas, quemaron el barco y mataron a todos los británicos. El buque de guerra británico descubrió que habían desembarcado en esta isla y buscaron a los asesinos mientras los negros se escondían en la cueva. A pesar de muchas amenazas, se negaron a rendirse. Finalmente, los británicos quemaron la cueva con aceite. Entonces, todos los negros murieron allí en la cueva. Más tarde fue nombrada como la Cueva del Espíritu Negro, lo que significa la cueva en la que los negros extranjeros habían vivido antes.

Este relato es casi completamente falso de principio a fin, como han señalado varios autores.